# يو إف سي على إي إس بي إن: ستريكلاند ضد ماغوميدوف
يو إف سي على إي إس بي إن: ستريكلاند ضد ماغوميدوف (بالإنجليزية: UFC on ESPN: Strickland vs. Magomedov)‏ هو حدث لفنون القتال المختلطة نظمته يو إف سي، وأُقيم في 1 يوليو 2023، على يو إف سي أبيكس في لاس فيغاس، نيفادا، الولايات المتحدة.